# Кипарисов, Василий Фёдорович
Василий Фёдорович Кипарисов (29 марта [10 апреля] 1849, Саратовская губерния — 28 января [9 февраля] 1899, Сергиев Посад) — российский богослов, ординарный профессор Московской духовной академии. 

## Биография
Происходил из потомственной священнической семьи. Родился в селе Байки Сердобского уезда Саратовской губернии 29 марта (10 апреля) 1849 года в семье приходского священника, протоиерея Фёдора Павловича Кипарисова (1824—1894). Его брат, Александр Фёдорович Кипарисов (1856—?) — инженер-путеец,  один из первостроителей Уссурийской железной дороги, его именем названа село и станция в Приморском крае. Получил богословское образование, а затем окончил Инженерный институт путей сообщения в Санкт-Петербурге. 
Окончил Вологодское духовное училище (1864), Саратовскую духовную семинарию (1870) и Московскую духовную академию (1874, со степенью кандидата богословия).
С сентября 1874 года преподавал греческий язык в Митавской духовной семинарии; одновременно состоял преподавателем русской словесности в Виленском женском училище духовного ведомства. С декабря 1875 года — приват-доцент Московской духовной академии по кафедре пастырского богословия и гомилетики. Защитив диссертацию pro venia legendi на тему «Отношение Древне-Вселенской Церкви ко мнениям отдельных церковных общин и лиц церковной иерархии по вопросам вероучения и церковной дисциплины», занял кафедру в качестве штатного приват-доцента. В 1883 году был удостоен степени магистра за диссертацию «О свободе совести: Опыт исследования вопроса в области истории Церкви и государства, с I по IX в.»
С 1884 года, после реорганизации кафедр МДА, преподавал на кафедре гомилетики и истории проповедничества и одновременно состоял помощником инспектора академии. С марта 1889 года — экстраординарный профессор.
В ноябре 1897 года, по представлении диссертации «О церковной дисциплине», Кипарисов был утверждён в степени доктора богословия; с марта 1898 года — ординарный профессор. Однако в июне того же года вынужден был оставить службу из-за прогрессивного паралича мозга. В последние месяцы его жизни недуг, поразивший всю правую сторону тела его, не дозволял ему выходить из дома; 25 января 1899 года произошло кровоизлияние в мозг, и спустя три дня 28 января (9 февраля) 1899 года он скончался. 

## Сочинения
Оба главных труда В. Ф. Кипарисова — магистерская и докторская диссертации — относились к области церковного права. Эти сочинения были актуальны для российской Церкви 2-й половины XIX века. Работа, посвящённая свободе совести в первые века христианства, имела по преимуществу исторический характер. Кипарисов исходил из libertas religionis — права следовать своей религии, считая его одним из основных в истории христианства.  Он различал свободу религии — право следовать своим убеждениям в выборе того или иного вероисповедания и свободу в религии — право личного богословского мнения по вопросам, не решённым Вселенской Церковью. С его точки зрения смешение этих понятий обусловило «затемнение» вопроса о свободе совести в литературе. Он утверждал, что свобода совести по отношению к религии необходима ради «благоуспешности» самой религии. Один из его оппонентов, А. П. Лебедев, указывал на односторонность понимания Кипарисовым «свободы совести».
Докторская диссертация была отчасти продолжением магистерской. В ней Кипарисов отстаивал право Церкви усовершенствовать и изменять по требованию обстоятельств церковную дисциплину. Он сформулировал «теорию изменения дисциплины», которая, как он надеялся, «не будет противоцерковной теорией». И. С. Бердников отмечал чрезмерное увлечение Кипарисовым идеей изменяемости церковной дисциплины.
- О свободе совести. Опыт исследования вопроса в области истории церкви и государства с I по IX в. — Вып. 1. — Москва : тип. М. Н. Лаврова и К°, 1883. — магистерская диссертация; сочинение было удостоено Советом МДА премии митрополита Макария (Булгакова) в 300 рублей, а Синодом в 1886 году — Макариевской премии в 1 тыс. рублей.
- О свободе совести» (исследование в «Прибавлениях к творениям Св. Отцов» за 1881—1883).
- Католицизм и протестантство в отношении к свободе совести // Православное обозрение. — 1883 и 1884.
- Веротерпимость // Православное обозрение. — 1883 и 1884.
- Митрополит московский Макарий (Булгаков) как проповедник. — Сергиев Посад : 2 тип. А. И. Снегиревой, 1893. — [4], 229 с. — Советом МДА удостоено половинной премии митрополита Макария (250 руб.)
- Нужна ли проповедь? // Церковные ведомости.
- О церковной дисциплине. — Сергиев Посад : 2-я тип. А. И. Снегиревой, 1897. — [4], 346 с. — докторская диссертация

## Семья
Дети: 
- Александр (1883—?), священник
- Фёдор (1886—1936) — филолог и археолог, профессор Ленинградского университета[5].
- Иван
- Сергей (1893—1908)[6]
- Николай (1895,Сергиев Посад—1967, Париж)
- Ольга; была замужем за П. О. Афанасьевым.